# Girl Crazy (película de 1943)
Girl Crazy es una película musical dirigida por Norman Taurog y Busby Berkeley en 1943, y protagonizada por Judy Garland y Mickey Rooney, en la que supuso su novena aparición juntos. Está basada en el musical homónimo compuesto en 1930 por George Gershwin. Se rodó en la localidad de Palm Springs (California). 
En la película se incluyen las famosas canciones: I Got Rhythm, Embraceable You y Fascinating Rhythm, interpretadas por Judy Garland.